# هونگ جی هی
هونگ جی هی (کره‌ای: 홍지희؛ زادهٔ ۲۷ ژوئیه ۱۹۸۸) بازیگر فیلم، تلویزیون و تئاتر موزیکال اهل کره جنوبی است. او بیشتر به خاطر ایفای نقش در درام شبکه تی‌وی‌ان، دهکده ساحلی چاچاچا شناخته می‌شود.
هونگ پس از فارغ‌التحصیلی از دانشگاه، حرفهٔ خود را به عنوان بازیگر موزیکال در تئاتر موزیکال در جستجوی کیم جونگ ووک آغاز کرد.

## فیلم‌شناسی

### فیلم
| سال  | تولید    | تولید                        | نقش              | منابع |
| سال  | عنوان    | عنوان اصلی                   | نقش              | منابع |
| ---- | -------- | ---------------------------- | ---------------- | ----- |
| ۲۰۰۹ | شب روشن  | 백야행 - 하얀 어둠 속을 걷다 | چا یونگ اون      |       |
| ۲۰۰۹ | شهر لعنت | 유감스러운 도시              | به عنوان گزارشگر |       |

### مجموعه تلویزیونی
| سال  | تولید              | تولید               | نقش               | توضیحات  | منابع |
| سال  | عنوان              | عنولن اصلی          | نقش               | توضیحات  | منابع |
| ---- | ------------------ | ------------------- | ----------------- | -------- | ----- |
| ۲۰۱۹ | خانواده بدون دعوت  | 꽃길만 걸어요       | تران تی چانگ      |          | [ ۵ ] |
| ۲۰۱۹ | سرگذشت آسدال       | 아스달 연대기       | هه گا لون         |          |       |
| ۲۰۲۰ | پلی‌لیست بیمارستان  | 슬기로운 의사생활   | همسر هی گوان      | قسمت۳    |       |
| ۲۰۲۱ | رستوران جادوگر     | 마녀식당으로 오세요 | سو ئه سوک [جوانی] | قسمت ۷–۸ |       |
| ۲۰۲۱ | دهکده ساحلی چاچاچا | 갯마을 차차차       | یو چو هی          |          | [ ۳ ] |
| ۲۰۲۲ | دهن لق             | 빅마우스            | جانگ هه جین       |          | [ ۶ ] |